# Asesinato de María Elena Moyano
El asesinato de María Elena Moyano ocurrió el 15 de febrero de 1992 en el distrito de Villa El Salvador, en Lima (Perú). El atentado terrorista fue perpetrado por Sendero Luminoso durante el conflicto armado interno.

## Antecedentes
María Elena Moyano fue una destacada dirigente vecinal y feminista peruana. Llegó a ocupar el cargo de teniente alcaldesa de Villa El Salvador, distrito limeño donde desarrolló su actividad política y organizó actividades con la Federación Popular de Mujeres de Villa El Salvador (Fepomuves) y el Vaso de Leche. Durante el conflicto armado interno que desangraba el país, realizó declaraciones en contra de la organización terrorista Sendero Luminoso, y se opuso a su labor de infiltración en las organizaciones sociales de la periferia limeña.
El 14 de febrero de 1992, Sendero Luminoso convocó un paro armado en todo Villa el Salvador y amenazó con asesinar a quienes estuvieran fuera de sus hogares. Moyano junto a varias mujeres organizaron una marcha por la paz, desafiando al grupo terrorista. A la marcha asistieron unas cincuenta personas, portando banderas blancas.

## Hechos
Al día siguiente del paro armado, el sábado 15 de febrero tras un día en la playa, Moyano acudió a una pollada bailable organizada por el programa Vaso de Leche para recaudar fondos para la compra de utensilios de cocina. Moyano se presentó como forma de apoyo y para animar a otras mujeres a colaborar.
A las 19:40, cuando Moyano se retiraba de la actividad, un comando senderista ingresó al local donde se realizaba la pollada. Una subversiva la asesinó disparándole en el pecho y la cabeza, luego arrastraron su cuerpo a la entrada del local y dinamitaron su cadáver con cinco kilos de explosivos. La explosión destrozó su cuerpo y esparció sus restos en un radio de 50 metros. 
Este ataque dejó huérfanos a sus hijos, de 10 y 8 años, que se encontraban con ella en la actividad. En el atentado también resultaron heridas seis personas, entre ellas su guardaespaldas. Tras la confusión inicial, sus restos fueron recuperados, y posteriormente identificados por su chofer.
Diversos noticiarios emitieron reportes especiales anunciando el atentado. Al día siguiente fue noticia en varios periódicos del país.
Según el Informe Final de la Comisión de la Verdad y Reconciliación, el atentado había sido planificado con un año de antelación por parte del grupo terrorista Sendero Luminoso. Informadores presentes en Villa El Salvador avisaron de la presencia de Moyano en la pollada, y el comando de aniquilamiento acudió rápidamente a reunirse con dos grupos de contención ya presentes en el lugar. El primer grupo se mezcló entre los asistentes, y el segundo se apostó en la entrada. Las armas utilizadas y el explosivo fueron transportados por menores de edad desde viviendas cercanas. En el atentado participaron entre 15 y 18 terroristas.
Cuatro días de haber sepultado sus restos, los terroristas dinamitaron su tumba.

## Consecuencias

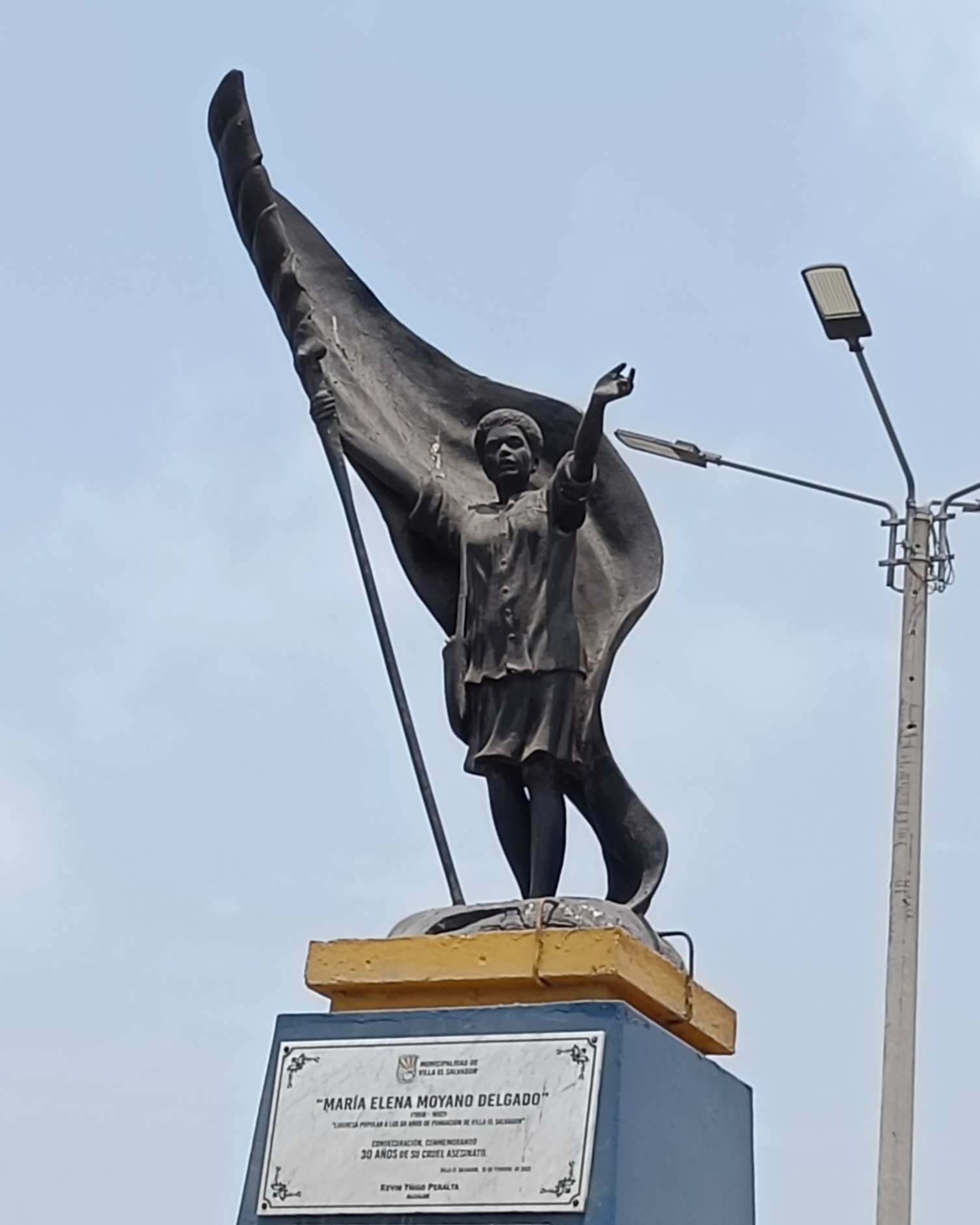
Monumento en homenaje a María Elena Moyano en el distrito de Villa El Salvador

El 17 de febrero más de 10.000 personas acompañaron el cortejo fúnebre de Moyano, con destino al cementerio Cristo Salvador. Se estima que unas 300.000 personas asistieron a su funeral. Junto a la captura del líder de Sendero Luminoso, Abimael Guzmán, en septiembre de 1992, la indignación por el asesinato de Moyano es vista como un paso importante en la caída del apoyo al grupo.: 30  Presidente Pedro Pablo Kuczynski entregó póstumamente la Orden Peruana al Mérito por Servicios Distinguidos a Moyano. Fue aceptado por su madre en 2017.

### Investigación policial
Según las investigaciones policiales, Martha Huatay y otros terroristas detenidos en un operativo el 31 de octubre de 1992, fueron los presuntos autores del asesinato de Moyano. Asimismo, en marzo de 1993 la DINCOTE detuvo a un comando de aniquilamiento de Socorro Popular al que se le atribuyó el atentado. Todos su integrantes fueron enjuiciados y sentenciados a cadena perpetua por el delito de traición a la patria. Posteriormente sus casos fueron anulados y revisados por la disposición del Tribunal Constitucional.
Sin embargo, la Comisión de la Verdad y Reconciliación resaltó que no hubo una investigación para individualizar a los autores del atentado.